# 最後一戰3：ODST
《最後一戰3：ODST》是2009年发行的第一人稱射擊遊戲，由Bungie开发，Xbox游戏工作室负责发行。作为《光环》系列的第四部作品以及《最後一戰3》的資料片，游戏于2009年11月登陆Xbox 360平台，且平台独占。
戰役故事讲述《最後一戰2》末尾士官長離開地球後，从轨道空降至地面的伞兵部队于新蒙巴薩市进行的战斗；玩家需要分别扮演伞兵小队中不同的成员与出现的敌人对抗，同时在城市的断壁残垣和一片瓦砾中寻找友军踪迹，并与之会合。在最新设计的合作模式“槍林彈雨”中，玩家需要抵挡间隔刷新的星盟部队，并且存活尽可能长的时间。此外，《光环3》的多人对战模式被打包在《光环3：ODST》中。
Bungie最初将《光环3：ODST》设想为《光环3》和《光环：致远星》之间的一个边缘作品；相比于将目光聚焦于一位形单影只、出生入死的主人公，本次Bungie着重描写地狱伞兵们的故事。Joseph Staten执笔写下了一个侦探故事，并且由电影式的运镜来表现。作曲家Martin O'Donnell舍弃了光环系列一贯的音乐风格，转而创作了一种更静谧而具有“爵士”风味的音乐。随着开发的进行，这个原计划中的扩展项目最终演变成一个完整的游戏。工作室为之制作的宣传内容包括一段CG预告片、一些出版物与网页广告等。
游戏发售后一跃成为Xbox 360平台全球最畅销作品，同时获得了评论杂志的广泛好评；他们赞扬了游戏营造的气氛、音乐表现和叙事手法等。不过，玩家们常常为《光环3：ODST》相对短小的战役体量是否值得60美元的价格争论不休。《光环3：ODST》登顶2009年11月美国的电子游戏销量榜首，全球销量超过三百万份。包括Softpedia、时代、Wired等杂志认它为“年度最佳游戏”。
2015年5月30日，微软推出Xbox One游戏《光环：士官长合集》，《光环3：ODST》的单人战役重制版作为DLC被囊括其中。2020年9月22日，此次重制版本作为DLC编入《光环：士官长合集》的PC版本。

## 劇情
故事發生在士官長回到地球時。由Veronica Dare上尉統領的一支地獄軌道空降部隊(ODST)，准备襲擊悲愴先知所搭乘的星盟戰艦，但戰艦突然開啟空間跳躍，而紧急跳跃在城市的上空制造了一个巨大的冲击波；空降艙失去動力，5位伞兵成员被分散。 主角「菜鳥」是昏迷最久的，醒來後開始尋找隊友的蹤跡。找到線索後會進入回憶模式，讓玩家擔任隊友的角色進行遊戲。 找齊所有線索後，菜鸟收到Dare上尉的求救訊號并動身救援；当菜鸟在資料庫找到Dare上尉和记载了本地全部重要资料的“工程師”(Vergil)后，星盟部队和ODST小隊其它成员也找到了这里，于是小队共同保護工程師逃離。故事結局，ODST小队搭乘搶來的魅影號逃離新蒙巴薩；身后，星盟戰艦用開鑿光束挖掘出先行者遺跡。若玩家在傳奇難度下通过游戏，则继续播放隱藏劇情动画：先知指揮工程師進入遺跡。

## 預購特典
《最後一戰3：ODST》的預購特典是強森上士（Sgt. Johnson）。但是強森上士只能在《最後一戰3：ODST》中的槍林彈雨模式中使用。

## 《最後一戰：瑞曲之戰》測試版邀請函
凡是只要購買《最後一戰3：ODST》就能在2010年5月3號參加《最後一戰：瑞曲之戰》的測試版。《最後一戰：瑞曲之戰》測試版於2010年5月20號上午10點(PST)終止。

## 發售版本
《最後一戰3：ODST》發售兩個不同版本，分別是普通版及限量版。其中限量版只有某些國家才有。限量版含有《最後一戰3：ODST》限量版Xbox 360手柄。

## 彩蛋
XBOX 360版《HALO：ODST》的首章的一棟建築物內部，可以看到海報上有「DESTINY AWAITS」的字樣（於重置版被修改為「FOR HER」）。《DESTINY》是《HALO》系列原製作公司“Bungie”恢復獨立身份後公佈的第一款遊戲。

## 外部連結
- （英文）Bungie.net上的Halo3: ODST官方網站 （页面存档备份，存于）
- （英文）Xbox.com上的Halo3: ODST （页面存档备份，存于）
- （繁體中文）Xbox.com（台灣）上的Halo 3: ODST （页面存档备份，存于）
- 互联网电影数据库（IMDb）上《最後一戰3：ODST》的资料（英文）